# 一一·四暴动

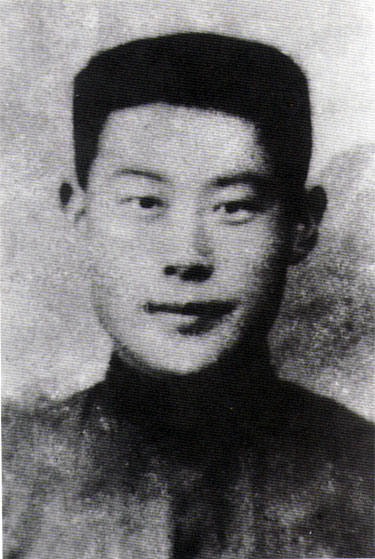
一一·四暴动的发起者，中共胶东特委书记张连珠

一一·四暴动，1935年11月29日，由中共胶东特委发动的武装暴动，因暴动发生于农历十一月初四而得名。该暴动是第一次国共内战期間，中国共产党在山东省境内发动的最后一次暴动。

## 背景
1935年1月，原本已遭破坏的中共胶东特委根据共青团山东省工委的指示重建，重建后就在昆嵛山东麓按工委指示着手准备农民武装暴动。1935年夏，由于修建青威公路造成的占地问题，和征用民力导致延误春耕的问题，山东省政府在当地引起了群众的不满。胶东特委曾打算发动反筑路斗争，但由于内部意见不一致，团省工委反对等原因未能发动。同时，胶东特委在石岛开办军事训练班，并加强宣传、组织农民协会和武术会等，扩充武装力量。从9月开始，胶东特委多次召开扩大会议研究暴动的相关问题，并最终在11月18日的文登县沟于家村军政联席会议确定了暴动计划。暴動失敗後遭到韓復榘鎮壓。

## 历史
1935年11月18日，胶东特委在沟于家村的天寿宫召开会议讨论暴动计划，与会的有张连珠、程伦、曹云章等10余人。会议确定了暴动计划，时间定为农历十一月初一（11月26日），在昆嵛山无染寺设立暴动指挥部，由张连珠任总指挥，程伦任副总指挥。按照计划，暴动分海阳、牟平的西路和文登、荣成的东路，两路得手后合攻文登城，然后整个队伍去鲁南山区打游击。
由于准备得不充分，特别是弹药未到位，胶东特委将暴动事件推迟到了11月29日。由于部分地方没有得到通知而按照原计划行动，使暴动计划暴露，当地政府将情况报告给了山东省政府，省主席韩复榘命令驻守在潍县的第三集团军八十一师师长展书堂为清乡司令率运其昌旅等部东进清剿。但暴动指挥部并未得知这一状况，按照计划发动了暴动。
11月29日，中共胶东特委委员曹云章和中共牟平县委书记张贤和等150余人，在午极村（今属乳山市午极镇）发起西路暴动，但当日下午就被击散了，张贤和等战死，曹云章等被俘。原计划由张连珠和程伦负责的在文登、荣成发起东路暴动，12月5日，张连珠、张修己等率领的东路暴动队伍，在文登县汪疃镇底湾头村活动时，被展书堂部及当地武装組織等包围，突围后负责掩护的张连珠被俘。
12月18日，张连珠在文登城西关，由文登县长刘崇武主持处死。

## 纪念
昆嵛山无染寺景区内有“一一四暴动”指挥部遗址和“一一·四”暴动展馆，其中昆嵛山保护区工委管委下辖的“一一·四”暴动展馆是2013年12月5日向公众开放的。